# 秋好中宮
秋好中宮（あきこのむちゅうぐう）は、紫式部の物語『源氏物語』に登場する架空の人物。作中では前斎宮であることから斎宮女御（さいぐうのにょうご）、また梅壺を局としたことから梅壺女御（うめつぼのにょうご）とも呼ばれる。

## 概要
六条御息所と前坊（ぜんぼう。桐壺帝の弟。桐壺帝の第一皇子（後の朱雀帝）が東宮に擁立する前の東宮。ただし作中には登場せず）との間の一人娘。光源氏の従妹にあたる。父の前坊が亡くなった後、母と共に内裏を去り、六条の邸宅にて育った。
12歳の頃桐壺帝が朱雀帝に譲位、これに伴い新たな伊勢の斎宮に選ばれる。この時、光源氏との恋愛関係が破綻していた母御息所も伊勢に同行する。伊勢へ旅立つための宮中での儀式で斎宮と対面した朱雀帝は、斎宮のあまりの美しさに一目惚れしその後も忘れられなかった。後に朱雀帝は位を降りてから斎宮を妃にと望むが、母御息所の反対に遭い、その死後も源氏の意向により実現しなかった（「葵」「賢木」）。
21～2歳の頃朱雀帝が譲位したことで斎宮は任期を終え、退下し母と京に戻る。その頃母御息所はすでに病床についており、源氏に斎宮の後見を言い置いて亡くなった（「澪標」）。
復権した源氏は内大臣に昇進、斎宮を養女に迎えて後宮政治に乗り出し、実の子である11歳の冷泉帝の元へ女御として入内させた。その一方で女御への興味も強く持っていたが（「絵合」）、女御は母の恋人であった源氏が近寄る事を厭い、源氏自身も亡き御息所の遺言で強く諌められていたため、未練を抱きつつもあくまで後見役に徹した。また女御は源氏の妻紫の上とも親交を持ち、同じ邸内に住むようになってからは親しい友人のような関係を続けた。
彼女の呼称「秋好中宮」は後世の読者につけられたもので、源氏が彼女に言い寄る口実に「あなたは春と秋のどちらがお好きか」と尋ねた際（「薄雲」）、「母御息所の亡くなった秋に惹かれる」と答えた事に由来する。また源氏はこれに案を得て、四つの町からなる広大な邸宅（六条院）を造営し、秋好のために亡き御息所の邸跡の西南の町に秋の風物を配して彼女の里邸（里下がり時の邸）に用意した。一方春を好む紫の上は隣の東南の春の町に住まい、紫の上と秋好は六条院の春の主と秋の主として、春秋の優劣を競う風流な挑み合いを繰り広げた（「少女」「胡蝶」）。
源氏の強い後押しもあり中宮に立后（「少女」）、以後の源氏のさらなる栄華へ大きく貢献する。源氏の一人娘明石の姫君の裳着では腰結役を務め（「梅枝」）、源氏の四十の賀にも養女として盛大な祝いをした（「若菜」）。
母代りの後見役として入内した夫冷泉帝は9歳年下で、また子もなかったが、絵画という共通の趣味により寵愛を得て、冷泉帝の譲位後も良好な夫婦関係であった。源氏の死後はその遺児薫を冷泉院と共に寵遇、息子代わりの後見として頼みにしていた（「匂宮」）。

## 登場する巻
秋好中宮は直接には以下の巻で登場し、本文中ではそれぞれ以下のように表記されている。
- 第09帖 葵 前坊の姫君、斎宮
- 第10帖 賢木 斎宮、宮
- 第14帖 澪標 斎宮、宮
- 第17帖 絵合 斎宮、宮、前斎宮、斎宮の女御、梅壺の御方、梅壺
- 第19帖 薄雲 宮、前斎宮、斎宮の女御、女御
- 第21帖 少女 宮、斎宮の女御、梅壺、中宮
- 第22帖 玉鬘 中宮
- 第24帖 胡蝶 宮、中宮
- 第25帖 蛍 中宮
- 第28帖 野分 宮、中宮
- 第29帖 行幸 中宮
- 第30帖 藤袴 中宮
- 第31帖 真木柱 中宮
- 第32帖 梅枝 宮、中宮
- 第33帖 藤裏葉 宮、中宮
- 第34帖 若菜上 宮、中宮、后の宮
- 第35帖 若菜下 中宮、冷泉院の后
- 第36帖 柏木 中宮
- 第38帖 鈴虫 中宮
- 第40帖 御法 宮、后の宮、冷泉院の后の宮
- 第42帖 匂宮 宮、后の宮
- 第44帖 竹河 后の宮、后